# Ватолина, Нина Николаевна
Нина Николаевна Ватолина (6 (19) марта 1915, Коломна, Российская империя — 12 августа 2002, Москва, Россия) — российская художница-живописец, график, плакатистка, литератор.

## Биография
Родилась в семье военного, дед по линии отца — чиновник, дворянин. Отец был репрессирован в июле 1937 года.
В 1932—1936 годах училась в Московском художественном техникуме при ОГИЗ, брала уроки у графика Виктора Дени. В предвоенное время выполнила несколько плакатов в соавторстве со своим мужем, сыном Виктора Дени — графиком Николаем Викторовичем Денисовым: «КИМ. 20 лет ВЛКСМ» (1938), «Вся власть в СССР принадлежит трудящимся города и деревни» (1939), «Да здравствует 1 мая!» (1939). В соавторстве с Н. Денисовым, плакатистами В. и З. Правдиными участвовала в создании плаката о детстве «Спасибо товарищу Сталину за счастливое детство!» (1938). В 1939 году выполнила плакат «Спасибо родному Сталину за счастливое детство!».
В 1942 году окончила МИИ (ученица А. А. Дейнеки, Г. Г. Ряжского).
В годы Великой Отечественной войны, совместно с Николаем Денисовым, создала широко известный плакат «Не болтай!» (1941), отпечатанный миллионными тиражами. В годы войны Ватолиной были созданы известные плакаты: «Фашизм — злейший враг женщин. Все на борьбу с фашизмом!», «Граждане Советского Союза, сдавайте теплые вещи для Красной Армии, мужественно сражающейся с фашистскими бандами!», «Больше хлеба для фронта и тыла. Убрать урожай полностью!», «Слава матери-героине!», «За нашу великую Родину!» (1944), «Товарищ боец, помни!» (1945), «Ждите с победой» (1945), «Ждем с победой!» (1945), «Ты храбро воевал с врагом — войди, хозяин, в новый дом!» (1945), «Здравствуй, родина-мать!» (1945).
После окончания Великой Отечественной войны продолжила работу над плакатами, создавая политические и социальный плакаты: «Да здравствует всенародный кандидат в депутаты верховного совета С. С. С. Р. великий Сталин!», «Сталин — наш первый кандидат в депутаты Верховного Совета С. С. С. Р.» (1946), «Спасибо родному Сталину за счастливое детство!» (1950), «Да здравствует великая партия Ленина-Сталина, ум, честь и совесть нашей эпохи!» (1952), «В школу!», «В жизнь — к разуму и свету!» (1950), «Пионер — хороший товарищ» (1950), «Добро пожаловать!» (1956), «Учитель — друг и наставник наших детей!» (1956), «Пусть в каждом колхозе детсад окружит любовью ребят!» (1958), «Работают матери, спорится труд — колхозные ясли детей берегут» (1958), «Пионер любит трудиться и бережет народное добро» (1960) и многие другие.
Ниной Ватолиной созданы сотни популярных плакатов, вошедших в золотой фонд советского агитационного искусства. Принимала участие во всесоюзных выставках, в 1957 и 1968 годах в Москве проходили персональные выставки Ватолиной.
Произведения Нины Ватолиной хранятся в музеях России и зарубежья, в частных российских и зарубежных частных галереях и коллекциях.
Похоронена в Москве на Рогожском кладбище.

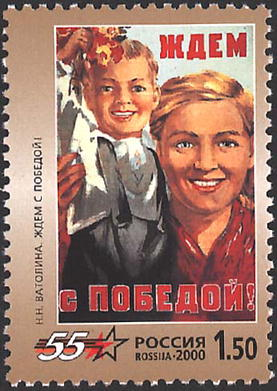
«Ждём с победой», 1945

## Семья
- Первый супруг — Н. В. Денисов (1917—1982), живописец и график; в браке с 1934 по 1945 годы.
- Второй супруг — М. А. Бирштейн (1914—2000), живописец; в браке с 1945 года
  - Дочь — Анна Бирштейн (род. 1947), художница, член-корреспондент РАХ
    - Внучка — модельер Мария Цигаль.

## Сочинения
В издательстве «Советский художник» вышли книги Нины Ватолиной:
- Мы — плакатисты, 1962
- Прогулка по Третьяковской галерее (путеводитель), 1976
- Пейзажи Москвы, 1983
- Наброски по памяти (мемуары), (1992)